# Papat franc

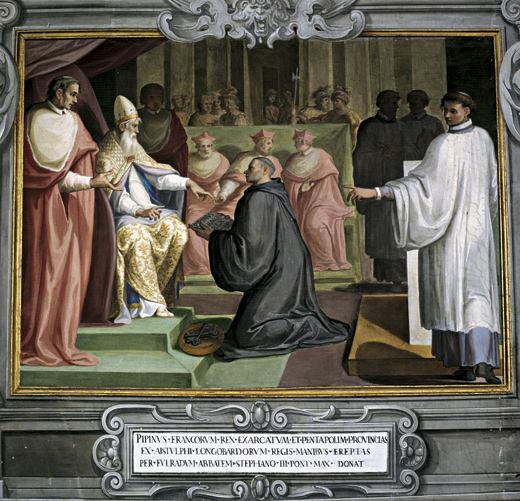
La "Donació de Pipí" (756): Pipí el Breu concedí els territories de Ravenna al Papa Esteve II

Del 756 al 857, el papat va passar de l'òrbita de l'Imperi Romà d'Orient a la dels reis dels francs. Pipí el Breu (governat 751-768), Carlemany (R. 768-814) (co-governant amb el seu germà Carloman I fins al 771), i Lluís el Pietós (814-840) van tenir una gran influència en la selecció i l'administració dels papas. La "Donació de Pipí " (756) va ratificar un nou període de precepte papal a la Itàlia central, que es coneixeria com a Estats pontificis.
Aquest canvi va ser iniciat pels longobards que van conquerir l'exarcat de Ràvenna dels romans d'Orient, reforçats pel triomf francià sobre els longobards, i van acabar amb la fragmentació del Regne franc en la Frància Occidental, la Frància Mitjana i la Frància Oriental. Lotari I va seguir governant la Frància Mitjana, que incloïa gran part de la península italiana, del 843 al 855.
Aquest període va ser "un moment crític en la transformació de Roma des de la capital antiga fins al poderós bisbat a la nova capital de l'estat". El període es va caracteritzar per "batalles entre francs, longobards i romans pel control de la península italiana i la suprema autoritat dins de la cristiandat".

## Història

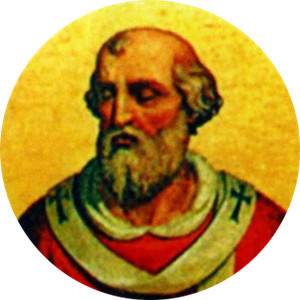
Esteve II (752 -757)
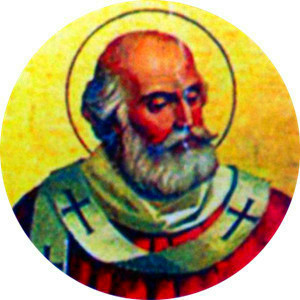
Pau I (757 -767)
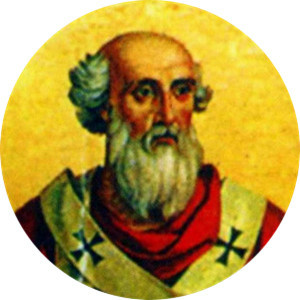
Esteve III (768 -772)
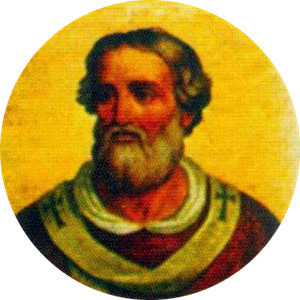
Adrià I (772 -795)
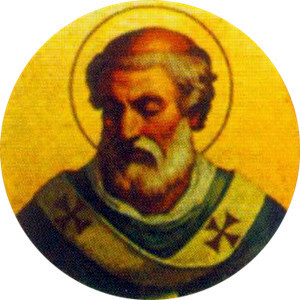
Lleó III (795 -816)
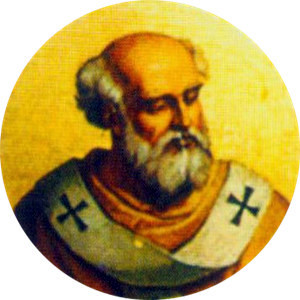
Esteve IV (816 -817)
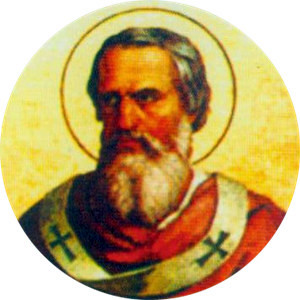
Pasqual I (817 -824)
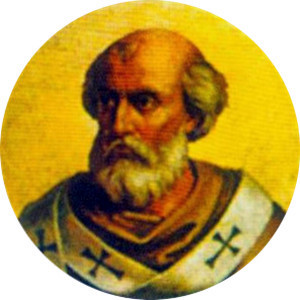
Eugeni II (824 -827)
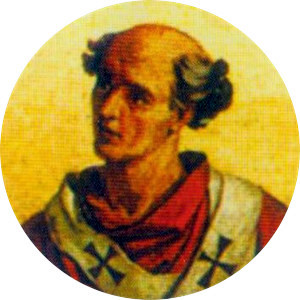
Valentí I (827)
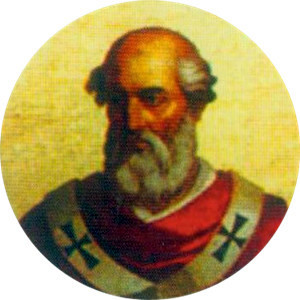
Gregori IV (827 -844)
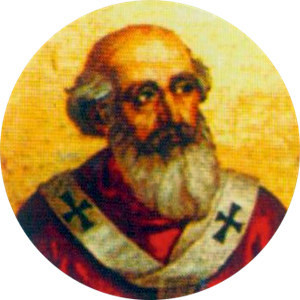
Sergi II (844 -847)
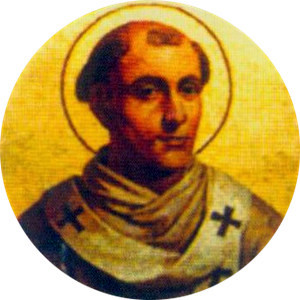
Lleó IV (847 -855)
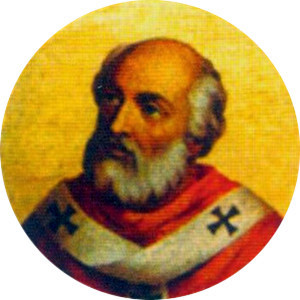
Benet III (855 -858)

### Pipí el Breu
Després de la mort de Zacaries, l'últim papa culturalment grec, Esteve II (752-757) es va convertir en el primer papa a travessar els Alps, en 752, quan va fer una crida en persona per l'ajuda de Pipí el Breu després de la seva elecció, després de la presa de possessió longobarda de Rávena en 751. Els longobards havien extingit l'exarcat de Ràvenna i van dedicar la seva atenció a l'antic ducat romà d'Orient de Roma. Esteve II va demanar ajuda a Constantinoble, però els romans d'Orient tenien els seus propis problemes, així que va viatjar fins al palatium a Quierzy, on els reluctants nobles francs finalment van donar el seu consentiment a una campanya a Llombardia. Per la seva banda, llavors i allà, Pipí va executar per escrit una promesa de transmetre al papat alguns territoris que havien de ser arrencats dels longobards. No s'ha conservat cap document real, però més tard, les fonts del segle viii ho citen. En complir la seva part, Esteve el va ungir a París com a rei dels Francs en una meravellosa cerimònia a la Basílica de Saint-Denis, i li va atorgar el títol addicional de patricius Romanorum (Patrici dels romans). La " Donació de Pipí " va enfortir la pretensió dels papas al nucli de facto dels Estats papals, i, per tant, els incentius per a la interferència secular en la selecció papal.
El germà i el successor d'Esteve II va ser el Papa Pau I (757-767). Segons l'Enciclopèdia catòlica:
«Mentre que Pau estava amb el seu germà morint en el Laterà, un partit dels romans es va reunir a la casa de l'ardiaca Teophilacte per aconseguir la successió d'aquest darrer a la seu papal. No obstant això, immediatament després de l'enterrament d'Esteve (mort el 26 d'abril de 757), Pau va ser triat per una gran majoria, i va rebre la consagració episcopal el vint-i-nou de maig. Pau va continuar la política del seu predecessor vers el rei franc, Pipí, i va continuar la supremacia papal sobre Roma i els districtes de la Itàlia central en oposició als esforços dels longobards i l'Imperi oriental.».
La mort de Pau I va ser seguit d'un sagnant cisma caracteritzat per Toto, el dux de Nepi i el papa Esteve III (768-772). Toto va donar suport a la reclamació del seu germà laic, l'antipapa Constantí; un petit grup de longobards també va donar suport a la demanda rival d'un monjo anomenat Felip. Toto va envair Roma. Segons l'Enciclopèdia Catòlica, «a través del suport dels germans Carlemany i Carloman, Reis dels Francs, Esteve va poder recuperar alguns territoris dels Longobards». No obstant això, el rei longobard Desideri va casar la seva filla amb Carlemany, i «d'alguna manera misteriosa va afectar la caiguda dels principals ministres del papa, Cristóbal i Sergi»
Després que Toto s'hagués vist tancat i estigués empresonat, Esteve III va decretar que tot el clergat romà tenia dret a elegir el Papa, però l'elecció quedava restringida als cardenals preveres i els cardenals diaques (per cert, és el primer ús del terme "cardenals" per referir-se als sacerdots de les esglésies titulars o als set diaques); els cardenals-bisbes, partidaris de Toto, van ser exclosos. Els laics romans van recuperar ràpidament el seu paper després del decret d'Esteve III i van mantenir la seva participació fins al 1059. Les "eleccions papals de la següent dècada van ser una sèrie de batalles entre grups seculars i eclesiàstics, enredats obliquament en la política italiana i franca".

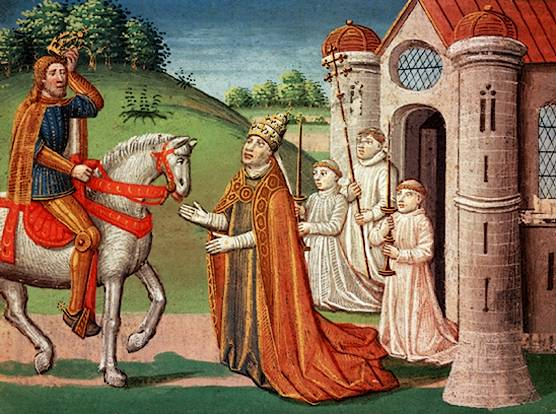
Carlemany (esquerra) conquerí la capital longobarda de Pavia durant el regnat del Papa Adrià I (dreta).

### Carlemany
Els papes Adrià I (772-795) i Lleó III (795-816) van ser elegits sota les regles d'Esteve III, però aquest últim es va veure obligat des de Roma i va sol·licitar l'ajuda de Carlemany. Sota el regnat a regla d'Adrian I, Carlemany va conquistar Pavia, acabant amb el regne longobard "i el papat va ser lliurat per sempre del seu enemic persistent i hereditari". Adrià vaig tenir un papar fonamental en la caiguda de Pavia, i els estudiosos han assumit durant molt temps que recolza sistemàticament els esforços francs per destruir el poder longobard; però, la situació real podia ser més complicada. Carlemany va confirmar l'elecció de Leo III, enviant Angilbert, abat de Sant Regnier, a Roma per portar a les noves advertències del Papa sobre el correcte compliment del seu càrrec. Lleó III va ser consagrat l'endemà de la seva elecció, una jugada inusual que potser intentava prevenir qualsevol interferència franca.

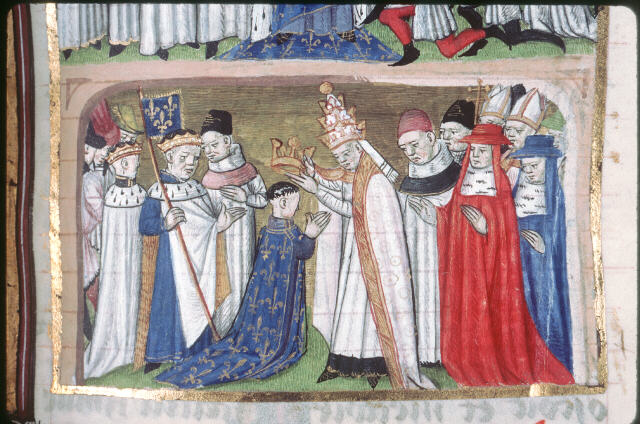
Coronació de Lluís el Piadós

### Lluís el Pietós
El papa Esteve IV (816-817) va exigir als romans que prestessin un jurament al fill de Carlemany, Lluís el Piadós, com el seu suzerani, i li va enviar un avís de la seva elecció abans de viatjar a França per coronar Lluís. El Papa Pasqual I (817-824) va enviar "diversos ambaixadors en ràpida successió" a Lluís abans de rebre d'ell el Pactum Ludovicianum, confirmant la Donació de Pipí.

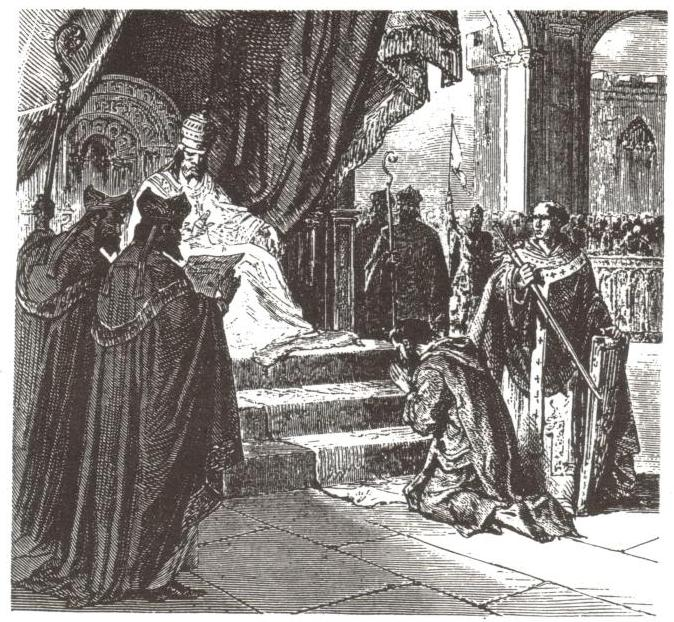
Lluís el Pietós es va mostrar agenollat davant el papa Pascual I el 822

Després de dues eleccions unànimes, Lluís el Pietós va intervenir en una disputa àmpliament disputada a favor del papa Eugeni II (824-827). Segons l'Enciclopèdia catòlica, «l'elecció d'Eugeni II va ser un triomf per als Francs» i, per tant, Lluís «va enviar el seu fill Lothair a Roma per enfortir la influència franca». El pontífex i l'emperador van signar un concordat o constitució el 824. Els súbdits papals van haver de jurar fidelitat a Lluís i a Lothair i no van haver de «patir el Papa electe per ser consagrat excepte en presència dels enviats de l'emperador.» Va ser aproximadament l'statu quo al voltant de 769, que va reincorporar als nobles romans laics (que van continuar dominant el procés durant 200 anys) i van exigir que el papa jurés lleialtat al govern franc.
La consagració del Papa Gregori IV (827-844) es va retardar durant sis mesos per aconseguir l'acord de Lluís. Gregori IV era el candidat de la "noblesa secular de Roma que assegurava una influència preponderant en les eleccions papals" i, per tant, "els representants a Roma de l'emperador Lluís el Piadós" requerien aquest retard. A causa d'aquest retard, Gregorio IV no va poder començar a governar l'església fins al 828.
El clergat i els nobles van triar diferents candidats el 844. Com que el Papa Sergi II (844-847) va ser "després d'una disputada elecció, consagrat sense cap referència a l'emperador Lotari, aquest va quedar indignat i va enviar el seu fill Lluís amb un exèrcit per examinar la validesa de l'elecció". Només quan "Sergi va aconseguir pacificar a Lluís, a qui va coronar rei", va fer costat a Lotari I amb Sergi II, el candidat noble.

## Resultat

Un mapa de la Frància Mitjana al voltant de 840, que també mostra la Donació de Pipí

Tres anys més tard, el papa Lleó IV (847-855) va ser consagrat, una altra vegada sense aprovació imperial, que hauria estat difícil en qualsevol cas a mesura que l'Imperi carolingi es trobava en procés de trencament. Lotari II de Lotaríngia no va aconseguir imposar el seu propi candidat, el Papa Benet III (855-858) el 855 fins que el candidat romà va rebutjar el càrrec (el primer refús històric registrat). Segons l'Enciclopèdia catòlica:
A la mort de Lleó IV (17 de juliol de 855), es va triar Benet per succeir-lo i es van enviar enviats per assegurar la ratificació del decret d'elecció dels emperadors Lothairi i Lluís II. Però els legats van trair la seva confiança i es van permetre influir a favor de l'ambiciós i excomunicat cardenal Anastasi. El missi imperial, guanyat al seu torn per ells, es va esforçar per forçar Anastasi per a l'església romana.
Lothair II va estar present per a l'elecció del Papa Nicolau I (858-867), que va prohibir que qualsevol persona fora de la comunitat romana interferís en les eleccions papals, i com a resultat el Papa Adrià II (867-872) va ser consagrat sense ni tan sols informar els Francs. L'elecció de Nicolau I per part de Lothair II era contrària als desitjos del clergat, però "es va confirmar sense massa preàmbuls" i Nicolau I va ser coronat en presència de l'emperador.

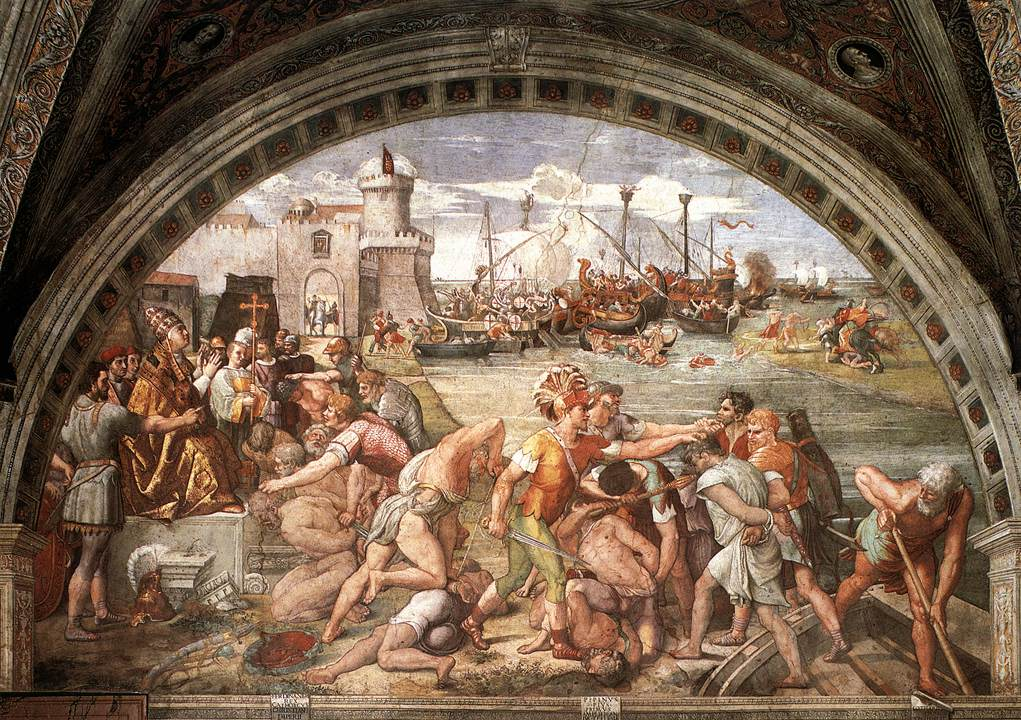
La batalla d'Òstia de Rafael

Segons l'Enciclopèdia Catòlica, Adrià II "es va esforçar per mantenir la pau entre els copdiciosos i incompetents descendents de Carlemany". El Papa Marí I (882-884) va ser consagrat "sense esperar el consentiment de l'emperador incompetent, Carles el Gras". El Papa Esteve V  (885-891) va ser igualment consagrat, i Carles el Gras va poder haver intervingut si Esteve V no hagués estat elegit per unanimitat.
Les monedes del papa Romà (879) van continuar portant el nom de l'emperador Lambert i el seu propi monograma. Un sínode a Roma va decidir que el papa Joan IX (898-900) no es pogués consagrar, excepte en presència de "enviats imperials".

## Llegat

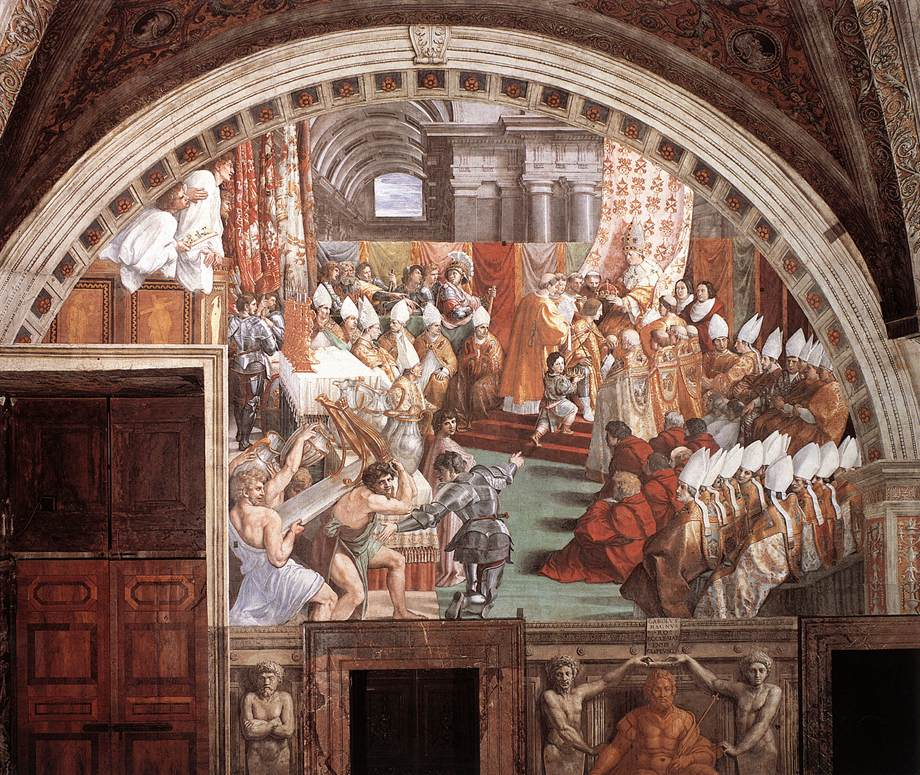
La coronació de Carlemany de Rafael, representant el Papa Lleó III

Va ser durant l'època de Carlemany que es va fer costum que el papa aprovés la creació d'una nova arxidiòcesi i en determinés l'extensió geogràfica. Aquests canvis "van fer que l'arquebisbe semblés més semblant al delegat del papa amb una part delegada de la primacia universal". Per descomptat, els governants poderosos van continuar establint les seves pròpies arxidiòcesis, per exemple, Otó I del Sacre Imperi Romanogermànic, va crear Magdeburg el 963, i Enric II va crear Bamberg el 1020 i va influir fortament en les decisions realitzades pel papa. El Papa Gregori IV (822-844) no va tenir èxit el 830 quan va tractar de costat amb Lotari I i els seus bisbes contra Lluís el Piadós. Controvèrsies com aquestes van conduir a les Decretals pseudo-isidorianes, una falsificació de la "Donació de Constantí".
Les coronacions de Pipí, Carlemany i Lluís pels papas van plantar la idea entre generacions de governants europeus que el papa podria conferir legitimitat al títol d'emperador.